# 酸黄杆菌属
酸黄杆菌属（学名：Acidiluteibacter）是黄杆菌目蟑螂杆状体科下的一个属。

## 下属物种
本属包括以下物种：
- 铁炉港酸黄杆菌 Acidiluteibacter ferrifornacis Gui et al. 2020[4]，以海南三亚市铁炉港命名